# معاونت خدمات شهری و محیط زیست شهرداری تهران
معاونت خدمات شهری و محیط زیست یکی از معاونت‌های هشت‌گانه شهرداری تهران است. از این نهاد به عنوان قدیمی‌ترین معاونت در تشکیلات شهرداری تهران یاد شده‌است. ارائه خدمات شهری در کنار دیگر ماموریت‌ها تدریجاً، ساختار این معاونت را شکل داده‌است. این معاونت برای پیش‌برد ماموریت‌ها و تحقق خدمات شهری و زیست‌محیطی از اداره‌های کل «برنامه‌ریزی و توسعه امور خدمات شهری»، «امور خدمات شهری»، «محیط زیست و توسعه پایدار» و همچنین شش سازمان  آتش‌نشانی و خدمات ایمنی، بهشت زهرا،  بوستان‌ها و فضای سبز، زیباسازی، سازمان مدیریت میادین میوه و تره‌بار و سازمان مدیریت پسماند تشکیل شده‌است. همچنین شرکت‌های صنایع و مشاغل شهر، شهربان و حریم‌بان، خدمات کالای شهروند و نمایشگاه‌های بین‌المللی شهر آفتاب هم زیرنظر این معاونت فعالیت می‌کنند.

## تاریخچه
مستند به برخی گزارش‌ها و اسناد، قدمت و تاریخچه معاونت خدمات شهری و محیط زیست، به تشکیل شهرداری در ایران بازمی‌گردد. به واقع خدمات شهری جزو اولین و مهمترین وظیفه نهاد شهرداری در تهران بوده‌است؛ به تدریج با تعریف شدن ماموریت‌های دیگر به شکل معاونت خدمات شهری درآمده است. شهرداری در ادوار گذشته مترداف با خدمات شهری بوده‌است؛ تشکیلات امروزی معاونت خدمات شهری و محیط زیست، شهرداری‌ها در گذشته با نام‌هایی مانند: «نایب الحکومه»، «بیگلربیگی»، «کدخدا»، «داروغه»، «گزمه» و «محتسب» معروف بوده‌است. عمده وظایف آن‌ها پرداختن به امور تربیت، نظم و نظافت معابر و گذرگاه‌ها بوده‌است. در ادامه ادوار مختلف خدمات شهری در شهرداری تهران از آغاز تاکنون مرور می‌شود.

### دوره قاجار
نخستین نظم و نسق بلدیه در ایران معاصر به دوره قاجاریه بازمی‌گردد؛ به‌طور مشخص نخستین تشکیلات مدیریت شهری با نام «احتسابیه» در دوره ناصرالدین‌شاه تأسیس شده‌است. وظیفه آن حفظ و تأمین نظافت شهر بود. بنا به روایتی اعتمادالسلطنه در کتاب خاطراتش دربارهٔ شرح وظایف محتسب آورده‌است؛
شاه دستور تأسیس «اداره احتساب» را صادر فرموده و عمده وظیفه آن حفظ نظم و نظافت دارالخلافه است.
«احتسابیه» از اداره‌ها و دوایر متعددی با ریاست میرزا عباس‌خان مهندس باشی و معاونت میرزا محمدخان شیبانی به این شرح تشکیل شده بود. «اداره ساختمان مهندسی»، «اداره تنظیف» و «اداره روشنایی» از معاونت تنظیف دوره ناصری در روزگار کنونی به عنوان «خدمات شهری» یاد می‌شود. مراکز فعالیت این نهاد در دوره ناصری با نام‌های «خیام خانه» و «چادر خانه» توصیف می‌شد. پس از تصویب قانون بلدیه و تأسیس اولین اداره رسمی بنام «بلدیه طهران» به ریاست خلیل خان اعلم الدوله، هست که علیرضا خان بهرامی «مهذب السلطنه» به عنوان اولین رئیس اداره تنظیف و نظافت شهری با این شرح وظایف نظافت شهر، نظم و نسق معابر تهران و نظارت بر مشاغل شهر تهران کارش را آغاز کرد.

### دوره پهلوی
تحولات مدیریت شهری در دوره پهلوی شتاب بیشتری گرفت.
- بر اساس گزارش‌هایی سال ۱۳۱۱ فرهنگستان ادب فارسی در پی تغییراتی در زبان فارسی، نام بلدیه را به شهرداری و نام اداره تنظیف را به اداره خدمات عمومی تغییر داده شد. حسینعلی خان اشرفی شهردار اسبق همدان به عنوان اولین رئیس اداره خدمات عمومی در تهران معرفی شد. همچنین سال ۱۳۴۱ «اداره» خدمات عمومی در ساختار مدیریت شهری تهران به «اداره کل» خدمات شهری ارتقاء یافت. سال تأسیس معاونت خدمات شهری را می‌توان ۱۳۵۱ دانست در همین سال با گسترش کالبدی تهران و افزایش جمعیت پایتخت ضرورت گسترش حوزه فعالیت خدمات شهری رو به تزاید گذاشت و در نهایت «اداره کل» به «معاونت» خدمات شهری ارتقاء یافت.[۱]
- از دیگر نهادهای مرتبط با معاونت  خدمات شهری، سازمان خدمات موتوری شهرداری تهران بود؛ این سازمان سال ۱۳۴۰ با نام اداره کل نقلیه شهرداری تشکیل شد؛ هدف اداره کل نقلیه تعمیر و نگهداری از خودروهای شهرداری و آتش‌نشانی بود. با گسترش شهرداری شهر تهران و ضرورت ارائه خدمات بیشتر سال ۱۳۵۶ اداره مذکور به نام سازمان خدمات موتوری وابسته به معاونت خدمات شهری شهرداری تهران تغییر نام یافت. واپسین تحولات مدیریت شهری روزگار پهلوی در این حوزه به اواخر دهه چهل خورشیدی بازمی‌گردد؛ به‌طور مشخص سال ۱۳۴۹ بهشت زهرا ذیل مدیریت خدمات شهری فعالیتش را آغاز کرد. همچنین در همین سال؛ برای بهینه‌سازی مدیریت زباله، احداث کارخانه بازیافت پسماندهای آلی و تبدیل آن‌ها به کمپوست، در دستور کار شهردار وقت تهران قرار گرفت. این کارخانه با ظرفیت پذیرش روزانه ۵۰۰ تن زباله احداث و سال ۱۳۵۱ راه اندازی شد.[۱]

### دوره کنونی
فرایند نهادسازی مدیریت شهری که از دوره پهلوی آغاز شده بود؛ در دوران پس از انقلاب هم ادامه پیدا کرد.
- به‌طور مشخص بهمن ماه سال ۱۳۵۸ سازمان میادین میوه و تره بار و فرآورده‌های کشاورزی زیر نظر شهرداری تهران تشکیل شد. «میدان میوه و تره‌بار جلال آل‌احمد» سال ۱۳۵۸ به عنوان نخستین میدان از میادین میوه و تره‌بار احداث شد. همچنین سال ۱۳۶۹، سازمان پارک‌ها فعالیتش را آغاز کرد. این سازمان از سال ۱۳۳۹ با عنوان «اداره باغات» فعالیت می‌کرد؛ سرانجام سال ۱۳۷۰ با تغییر اساسنامه و متأثر از تغییرات ساختاری شهرداری تهران با نام سازمان «پارک‌ها و فضای سبز شهر تهران» به فعالیتش ادامه داد. در همین سال، سازمان «بازیافت و تبدیل مواد» برای مدیریت مؤثر پسماند بنیاد گذاشته شد. پیش‌تر گفته شد که در سال‌های قبل انقلاب کارخانه بازیافت پسماندهای آلی و تبدیل آن‌ها به کمپوست تأسیس شده بود. در نهایت قانون مدیریت پسماندها اردیبهشت ماه ۱۳۸۳ در مجلس شورای اسلامی تصویب شد. عملاً مدیریت پسماندها وارد مرحله جدید شد. مدیران وقت شهرداری تهران، در معاونت خدمات شهری؛ دو سازمان خدمات موتوری و بازیافت و تبدیل مواد را در هم ادغام کردند و سازمان مدیریت پسماند ایجاد شد که عهده‌دار نظارت و مدیریت بر امور مربوط به زباله‌های شهری است. سرانجام آخرین حلقه نهادسازی مدیریت شهری در حوزه خدمات شهری با تأسیس سازمان آتش‌نشانی  کامل شد. قانون شهرداری اختیار مدیریت سازمان آتش‌نشانی را در اختیار شهرداران شهرها گذاشت.[۱]

## راهبردها و شرح وظایف
فعالیت‌های معاونت خدمات شهری و محیط زیست برای تحقق ماموریت‌هایش در دو بخش راهبردها و وظایف نقشه راه فعالیت‌هایش را ترسیم و طراحی کرده‌است. در ادامه مروری بر راهبردها و وظایف این معاونت خواهیم داشت.

### راهبردها
عمدتاً دربرگیرنده «محیط زیست شهری»، «خدمات عمومی و ایمنی؛ تأمین ایمنی شهر تهران در برابر سوانح طبیعی و غیرطبیعی»، «فضای سبز و نمای شهری»، «اقتصاد شهری»، «پژوهش و آموزش شهروندی» است.
محیط زیست شهری
- حفاظت از محیط زیست
- بهینه‌سازی مدیریت پسماندها اعم از خانگی، تجاری، بیمارستانی و نخاله‌های ساختمانی
- تلاش در کاهش آلودگی‌های زیست‌محیطی شهر تهران
- هماهنگی با سازمان‌های ذیربط در بهینه‌سازی استفاده آب
- به‌کارگیری روش‌های مطلوب و کارآمد پاکسازی معابر
- پردازش و دفع مطلوب زباله‌ها و بازیافت آن‌ها[۱۳]

خدمات عمومی و ایمنی
- ایجاد زیرساخت‌های لازم توسعه آرامستان‌های تهران و ارائه خدمات بهینه به شهروندان
- برنامه‌ریزی برای ایمن‌سازی شهر در مقابل حوادث غیرمترقبه چون آتش‌سوزی، زلزله، سیل
- تدارک امکانات لازم برای واکنش اضطراری و مدیریت بحران[۱۳]

فضای سبز و نمای شهر
- حفاظت، توسعه و ساماندهی باغات، مناطق حفاظت شده، پارک‌های جنگلی و شهری از جمله لویزان، سرخه حصار، عباس‌آباد، پردیسان و چیتگر
- حفاظت از پهنه‌های طبیعی– تاریخی بی بی شهربانو، چشمه علی و… در محدوده و حریم شهر
- حفظ و توسعه فضاهای عمومی و خدماتی
- برنامه‌ریزی برای ساماندهی مطلوب مکان و فضای شهری
- برنامه‌ریزی جهت توسعه فضای سبز و تقویت ریه‌های تنفسی شهر تهران
- توسعه فضاهای سبز عمومی، تفرجگاهی و گردشگری[۱۳]

اقتصاد شهری
- استفاده از اراضی خالی بزرگ و فضاهای سبز باقیمانده شهر و بازیافت اراضی بافت‌های فرسوده برای رفع کمبودهای اساسی شهر در زمینه تکمیل زیرساخت‌های شهری و توسعه فضاهای سبز، عمومی، فرهنگی، خدماتی، فعالیت و گذران اوقات فراغت و تفرج
- ساماندهی و بهینه‌سازی مصرف شهروندان
- ارتقاء فروش، بهبود خدمات[۱۳]

آموزش شهروندی
- جلب مشارکت عمومی برای ارتقاء کیفیت زندگی و حمایت از شوراها و نهادهای مردمی با رویکرد محله محوری، برای اداره امور شهر
- تحقق شهر شهروند مدار
- ایجاد زمینه‌های مشارکت شهروندان در اداره امور مرتبط با خدمات شهری در سطح شهر[۱۳]

### ماموریت‌ها و وظایف
مأموریت‌ها و وظایف معاونت خدمات شهری را به‌طور کلی می‌توان به دو دسته عمده تقسیم کرد؛ «دسته اول، شامل مأموریت‌هایی است که اجرای آنها در نهایت به ساماندهی و حفظ و بهینه‌سازی محیط زیست شهر تهران کمک می‌کند.» و «دسته دوم هم فعالیت‌هایی را در بر می‌گیرد که منتج به ارائه خدمات عمومی به شهروندان، ایجاد حس تعلق به شهر در آنها می‌شود.» در ادامه به آنها پرداخته می‌شود.
1. مدیریت زیست‌محیطی شهر
2. رسیدگی به وضعیت نظافت و پاکیزه سازی معابر شهر
3. کاهش آلاینده‌های زیست‌محیطی
4. حفظ و ارتقای بهداشت محیط
5. مدیریت پسماند شهر تهران از تولید تا دفع، پردازش، بازیافت و تبدیل مواد
6. ارائه خدمات بهینه ایمنی به شهروندان
7. تأمین ایمنی شهر در مقابل حریق و حوادث
8. ساماندهی و اداره امور متوفیان و احداث و توسعه گورستان‌های جدید شهر تهران
9. حفظ و توسعه فضای سبز
10. هویت‌بخشی به بناهای تاریخی و شاخص شهر
11. آذین‌بندی و آراستگی بناها و معابر شهر در مناسبت‌های تقویمی
12. آراستگی سیمای شهر و ساماندهی تبلیغات شهری
13. آرام‌سازی پیاده‌روهای سطح شهر
14. دسترسی به کالا و خدمات موردنیاز از طریق توسعه فروشگاه‌های شهروند و میادین و بازارهای روز میوه و تره‌بار
15. آموزش شهروندی در تمامی زمینه‌های امور خدمات شهری و افزایش سهم شهروندان در اجرای امور خدمات شهری
16. کنترل جمعیت جانوران مضر شهری
17. انتقال صنایع و مشاغل مزاحم و آلاینده به خارج از شهر

## ادارات کل
معاونت خدمات شهری و محیط زیست برای پیش‌برد ماموریت‌ها و تحقق خدمات شهری و زیست‌محیطی از سه ادارهٔ کل «برنامه‌ریزی و توسعه امور خدمات شهری»، «امور خدمات شهری»، «محیط زیست و توسعه پایدار» تشکیل شده‌است.
محیط زیست و توسعه پایدار
اداره کل محیط زیست و توسعه پایدار فعالیتش را از سال ۱۳۸۲ با نام «ستاد محیط زیست و انرژی» زیر نظر اداره کل دفتر شهردار تهران آغاز کرد. نهاد یاد شده سال ۱۳۸۵ با تغییر نام به «ستاد محیط زیست و توسعه پایدار» فعالیتش را دنبال کرد. سال ۱۳۸۸ به معاونت خدمات شهری انتقال یافت؛ در نهایت سال ۱۳۸۹ به صورت رسمی وارد چارت سازمانی شهرداری شد. سرانجام سال ۱۳۹۵ این اداره ضمن ارتقاء ساختار سازمانی، به مرکز مدیریت محیط زیست و توسعه پایدار تغییر پیدا کرد. از سال ۱۳۹۷ به «اداره کل» ارتقاء یافت. این اداره کل در شهرداری‌های مناطق بیست و دوگانه تهران گسترش یافت. وظایف متعددی بر عهده این اداره کل در حفظ و صیانت محیط زیست گذاشته شده‌است و این نهاد مسئولیت ارتقاء شاخص‌های زیست‌محیطی در شهرداری تهران را برعهده دارد. در ادامه به بخشی از وظایف این نهاد پرداخته می‌شود.
- برنامه‌ریزی و نظارت بر حفظ و ارتقاء محیط زیست شهر تهران
- راهبری و نظارت بر پیاده‌سازی استانداردها و مدل‌های مرتبط با محیط زیست شهری
- برنامه‌ریزی و نظارت بر مدیریت مصرف منابع انرژی و آب همچنین توسعه انرژی‌های تجدیدپذیر در مجموعه شهرداری تهران
- برنامه‌ریزی و راهبری در جهت ارتقاء آگاهی، توانمندی و توسعه مشارکت‌های اجتماعی گروه‌های مختلف شهروندان و سازمان‌ها در حوزه محیط زیست شهری
- ایجاد مرکز اطلاعات محیط زیست شهر تهران برای گردآوری داده‌های مرتبط، پردازش آن‌ها و تولید گزارش‌های تحلیلی
- راهبری، هماهنگی و نظارت بر فعالیت‌های ادارات محیط زیست مناطق بیست‌ودو گانه
- و…[۱۷]

برنامه‌ریزی و توسعه شهری
اداره کل برنامه‌ریزی و توسعه شهری از دو معاونت، «برنامه‌ریزی و کنترل عملکرد» و «فنی و سیستم‌ها» و همچنین شش اداره تشکیل شده‌است. همان‌طور که از عنوان‌ها هر یک از معاونت‌ها بر می‌آید عمده حوزه مأموریت آن‌ها در حوزه توسعه شهری و برنامه‌ریزی برای آن است. در ادامه به برخی از وظایف این اداره کل پرداخته می‌شود.
- مطالعه، بررسی، تشخیص و تعیین نیازهای شهر تهران در زمینه‌های خدمات شهری بر اساس قوانین، مقررات و خط مشی‌های ابلاغی مراجع ذیصلاح
- بررسی و مطالعه لازم در زمینه برنامه‌ریزی مدیریت شهری به منظور تهیه برنامه‌های بلند مدت و کوتاه مدت حوزه معاونت.
- بررسی و تعیین راه کارها، طرح‌ها و برنامه‌ریزی‌های اجرایی در راستای اهداف و برنامه‌های مصوب
- برنامه‌ریزی، هماهنگی و نظارت و پیگیری حسن اجرای قوانین، مقررات، برنامه‌ها و خط مشی‌های ابلاغی در ارتباط با مسئولیت‌های خدمات شهری واحدهای تابعه.
- ایجاد هماهنگی بین واحدهای تابعه حوزه خدمات شهری و سایر واحدهای مرتبط در شهرداری تهران به منظور انجام مناسب فعالیت‌های خدمات شهری.
- کنترل و نظارت در تهیه، تنظیم، تغییر و اصلاح بودجه سالیانه حوزه‌های خدمات شهری و واحدهای تابعه
- کنترل و نظارت بر تخصیص اعتبارات عمرانی و جاری و نظارت بر هزینه کرد اعتبارات
- نظارت بر حسن اجرای صحیح بودجه حوزه‌های خدمات شهری و واحدهای تابعه و بررسی و اعلام نظر در خصوص پیشنهاد اصلاح بودجه واحدهای تابعه.
- تهیه گزارش انحرافات از بودجه و برنامه‌های ابلاغی و ارائه گزارش عملکرد

اداره کل خدمات شهری
پیش‌تر دربارهٔ تاریخچه و تکوین خدمات شهری در ساختاری شهرداری تهران توضیح ایراد شده‌است؛ از تکرار و دوباره گویی روند تکوین این نهاد مدیریت شهری پرهیز می‌شود. عمده وظایف این اداره کل عبارت است از نظافت و پاکیزه سازی شهری، مبارزه با جانوران موذی و…

## سازمان‌ها
معاونت خدمات شهری و محیط زیست دارای شش سازمان «آتش‌نشانی و خدمات ایمنی»، «بهشت زهرا»، «سازمان بوستان‌ها و فضای سبز»، «سازمان مدیریت پسماند»، «سازمان زیباسازی»، «سازمان مدیریت میادین میوه و تره‌بار» است. در ادامه معرفی می‌شوند.

### بوستان‌ها و فضای سبز
سازمان بوستان‌ها و فضای سبز شهر تهران از مسئولیت مدیریت و نگهداری فضای سبز پایتخت ایران را بر عهده دارد. در ادامه مروری بر تاریخچه شکل‌گیری این سازمان و عمده وظایف آن خواهیم داشت.
تاریخچه
قدمت نهاد کنونی سازمان بوستان‌ها و فضای سبز شهر تهران به دهه چهل خورشیدی بار می‌گردد. نخستین تشکیلات ذیل مدیریت شهری فعال در زمینه فضای سبز «اداره باغات» نام داشت که سال ۱۳۳۹ بنیاد نهاده شده‌است. گسترش شهرنشینی و تراکم جمعیت در دهه چهل خورشیدی مدیران وقت شهرداری تهران را بر آن داشت فکری به حال فضای سبز شهری کنند. سال ۱۳۴۰ با گسترش حیطه فعالیت اداره باغات، این نهاد متولی فضای سبز به اداره امور پارک‌ها و میادین تغییر نام یافت. سال ۱۳۴۲ با گسترش تعداد پارک‌های شهری و توسعه وظایف اداره یادشده، ساختار آن به سازمان، تغییر کرد؛ به عنوان سازمان پارک‌ها فعالیت‌ها و ماموریت‌هایش را دنبال کرد. در روند تطور نهاد مدیریت فضای سبز تهران؛ سال ۱۳۷۰ نام «سازمان پارک‌ها و فضای سبز» را برمی‌گزیند. سرانجام سال ۱۳۹۳ بر اساس مصوبه شورای اسلامی شهر تهران و ابلاغ اساسنامه جدید ماموریت‌ها و نام سازمان مورد تجدید نظر اساسی قرار گرفت و به نام کنونی فعالیت می‌کند.
وظایف و ماموریت‌ها
بیش از شصت مأموریت و وظیفه در حوزه‌های «برنامه‌ریزی»، «احداث و مناسب‌سازی»، «احیاء و ساماندهی»، «مطالعاتی و پژوهشی» و… برای سازمان یاد شده در حوزه فضای سبز و بوستان‌های تهران طراحی و تصویب شده‌است؛ در ادامه به برخی از مهمترین این برنامه‌ها در تهران اشاره می‌شود.
- طراحی و احداث بوستان‌های محله‌ای، منطقه‌ای و فرا منطقه‌ای و هم چنین بوستان‌های موضوعی
- احداث و مناسب‌سازی فضاهای سبز برای استفاده گروه‌های کودکان، بانوان، سالمندان و معلولین جسمی و حرکتی
- تهیه و تدوین طرح جامع فضای سبز شهر تهران
- اجرای طرح جامع نظام راهبردی توسعه و ساماندهی فضای سبز
- اجرای طرح جامع احیاء و ساماندهی قنوات
- طراحی و توسعه فضای سبز حاشیه بزرگراه‌های
- ساماندهی درختان کهن‌سال به‌ویژه ساماندهی درختان خیابان ولی عصر
- احداث و توسعه فضای سبز عمودی - دیوار سبز بزرگراه‌ها، نمای سبز و بام سبز -
- ساماندهی رود دره‌های شهر تهران و تبدیل آنها به فضای سبز[۲۳]

### آتش‌نشانی و خدمات ایمنی
آتش‌نشانی و خدمات ایمنی تهران یکی از نهادهای زیر مجموعه شهرداری تهران است که به مناطق بیست و دوگانه کلان‌شهر تهران خدمات می‌دهد. در اینجا مروری بر فعالیت‌های این سازمان خواهیم داشت.
تاریخچه
برای درک صحیح از تحول‌های سازمان آتش‌نشانی و خدمات ایمنی شهر تهران ضرورت دارد اطلاعی از تاریخچه سازمان آتش‌نشانی در ایران داشت؛ بر اساس گزارش‌های تاریخی نخستین نهاد آتش‌نشانی به نام «اطفائیه» به سال ۱۲۹۶ همت قاسم‌خان والی در بلدیه تبریز تأسیس شد. احداث برج یانقین که در حال حاضر ایستگاه شماره یک و ساختمان مرکزی سازمان آتش‌نشانی و خدمات‌ایمنی تبریز است یکی از شاخص‌ترین ویژگی‌های اداره اطفائیه تبریز بود. فارغ از تحولات نهاد آتش‌نشانی در ایران، که اینجا اجمالاً مروری شد؛ فرایند ایجاد و تطور نهاد آتش‌نشانی در تهران را می‌توان طی دو دورده عمده پهلوی و جمهوری اسلامی پی گرفت. آنچه در دوره قاجاریه در زمینه آتش‌نشانی رقم خورده‌است؛ چندان اقدام‌های قابل توجهی نبوده‌است؛ بی‌اعتنایی ناصرالدین شاه فرنگ دیده به اهمیت نهاد آتش‌نشانی و ترور امیرکبیر از جمله دلائل مهم در عدم تأسیس نهاد آتش‌نشانی در دوره قاجاریه ذکر شده‌است.
دوره پهلوی
نخستین تأسیسات و تجهیزات اطفاء حریق در تهران به سال ۱۳۰۳ (خورشیدی) بازمی‌گردد. در همین سال است که یک دستگاه آب پاش برای آب پاشی خیابان‌های خاکی شهر خریداری شد، سال بعد با اضافه کردن یک سر لوله و چند شیر به ماشین آب‌پاش یاد شده برای اطفاء حریق احتمالی کاربری جدیدی برای ماشین تعریف شد. این اقدام مقدمه‌ای برای شکل‌گیری نهادی برای مقابله با آتش‌سوزی در تهران شد. چهار سال بعد از تأسیس اداره اطفاء حریق، در آذر ماه ۱۳۰۷ با نیت تقویت توان فنی اداره اطفائیه، یک دستگاه آب‌پاش بزرگ و چهار دستگاه آب‌پاش کوچک از کشور آلمان خریداری شد؛ در اختیار اداره اطفائیه قرارگرفت. بر اساس گزارش‌های آماری تا سال ۱۳۰۷ شمسی مجموع تجهیزات آتش‌نشانی تهران عبارت بود از ۱۵ دستگاه ماشین آتش خاموش کن نو و آماده کار، ۳ دستگاه بنز مرسدس، ۴ دستگاه اشکودا، ۲ دستگاه پورسک و ۴ دستگاه موتور پمپ، به علاوه ۸۴ کامیون اسقاط در اختیار آتش‌نشانی قرارگرفته بود. از اطلاعات موجود می‌توان پی‌برد که وضعیت تجهیزات آتش‌نشانی تهران پهلوی ده دهه اول ۱۳۰۰ اصلاً خوب نیست؛ در نهایت متأثر از وقوع حادثه آتش‌سوزی گسترده روز ۸ مهرماه ۱۳۰۷ در سالن سینمای صنعتی خیابان لاله‌زار مسئولان وقت مدیریت شهری متوجه ناکافی بودن تجهیزات آتش‌نشانی شدند. بازتاب عدم رضایت وضعیت تجهیزات آتش‌نشانی در روزنامه اطلاعات روز نهم مهرماه همان سال به این شرح بوده‌است.
وقتی واقعاً فکر کنیم متوجه می‌شویم ما هیچ وسیله اطفائیه‌ای نداریم، ما یک اداره مخصوص اطفائیه می‌خواهیم، برای‌این که به مجرد وقوع حریق و صدا کردن زنگ تلفن آن اداره، سوت اتومبیل‌های اطفائیه هم از طرفی بلند شود. متأسفانه تاکنون به‌این امر توجهی نشده‌است و مأمورین نظمیه و بلدیه، باید با نبودن وسایل کافی خود را درخطر حریق بیندازند. 
«کریم آقا بوذر جمهری» شهردار وقت تهران و مدیر ارشد، عملاً اداره اطفائیه را سال ۱۳۱۱ به میدان حسن‌آباد منتقل کرد. این ایستگاه همچنان با عنوان ایستگاه شماره یک سازمان آتش‌نشانی و خدمات‌ایمنی در تهران فعالیت دارد. با انتقال اداره اطفائیه از خیابان چراغ برق به محل کنونی تدریجاً تکمیل و تجهیز شد. سال ۱۳۱۳ «حسن خان معتضدی» به ریاست اداره آتش‌نشانی منصوب شد. در همین دوره است تدریجاً وضعیت تجهیزات آتش‌نشانی پایتخت رو به بهبود و توسعه گذاشت و سرمشق دیگر شهرهای ایران شد تا نهاد آتش‌نشانی را ناسیس کنند از جمله به همت او اداره اطفائیه‌ای در بندر انزلی تشکیل شد. از دیگر اقدام‌های صورت گرفته برای بسط و گسترش و تجهیز و توسعه نهاد آتش‌نشانی در تهران در فاصله سال‌های ۱۳۲۰ تا ۱۳۵۷ می‌توان به موارد زیر اشاره کرد.
- اعزام کارکنان به خارج برای شرکت در دوره آموزش حرفه‌ای اطفاء حریق
- برگزاری دوره‌های اطفاء حریق برای کارکنان در تهران
- افزایش شمار ایستگاه‌های آتش‌نشانی در پایتخت
- تأسیس گروه «امداد و نجات» و افزایش حوزه مأموریت و مسئولیت اداره اطفائیه
- ایجاد ایستگاه‌های اطفا حریق و آتش‌نشانی در فرودگاه‌ها برای ارتقاء ایمنی
- و…

به‌رغم اقدام‌های صورت گرفته و بسط و گسترش خدمات ایمنی و آتش‌نشانی در تهران و گسترده‌تر شدن حوزه ماموریت‌های این نهاد؛ تا حدود ۳۰ سال بعد از تأسیس آتش‌نشانی، همچنان آتش‌نشانی با محدودیت‌های امکاناتی مواجه بودند و کارکنان آن اداره از وسایل و تجهیزات حفاظت فردی بهره‌ای نداشتند و هنگام مأموریت‌هایشان ناچار بودند با کفش و لباس معمولی در عملیات شرکت کنند. بعدها، لباس کار متحدالشکلی برای افراد آتش‌نشان در نظر گرفته شد و تعداد محدودی کلاه‌ایمنی نیز دراختیار آن‌ها قرار گرفت، اما در سال‌های بعدی، به موازات توسعه تهران اداره آتش‌نشانی رشد کرد و چون روز به روز بر حسب ضرورت در برابر مسئولیت‌های سنگین‌تری قرار می‌گرفت، تا حدی این مهم مورد توجه قرار گرفت. هنگام خرید وسایل اطفایی، اقلامی از وسایل حفاظت فردی نیز خریداری می‌کردند. در سال‌های دهه سی علاوه بر تهیه تجهیزاتی انفرادی و حفاظتی سومین نردبان جهان از حیث بلندی با شصت و چهار متر ارتفاع در اختیار آتش‌نشانی تهران قرار گرفت. عمده مشکل آتش‌نشانی تا سال ۱۳۵۰ عدم رشد سریع و متناسب ایستگاه‌های آتش‌نشانی بود به نحوی که از سال ۱۳۰۷ بدو تأسیس اطفائیه در تهران تا سال ۱۳۵۰، وسعت کلانشهر تهران، چند برابر شده بود؛ اما تعداد ایستگاه‌های آتش‌نشانی به کندی افزایش یافت. سال ۱۳۵۰ تعداد ایستگاه‌های آتش‌نشانی به هفت واحد رسیده بود. سال ۱۳۵۶ مجموعاً ۱۶ایستگاه، در تهران فعالیت داشت. از این تعداد فقط سه ایستگاه آتش‌نشانی دارای امکانات نجات نیز بود. مستند به گزارش‌های تاریخی، ششم آبان ماه ۱۳۵۳، در انجمن شهر تهران اساسنامه سازمان آتش‌نشانی و خدمات‌ایمنی در چهار فصل، ۲۸ ماده و ۱۴ تبصره تصویب شد و تا سال ۱۳۵۷ امور مختلف آتش‌نشانی بر مبنای اساسنامه مزبور انجام می‌شد.
دوره جمهوری اسلامی
از سال ۱۳۵۷ تا ۱۴۰۰ نهاد آتش‌نشانی تطوری به این شرح داشت؛ سازوکار حقوقی این نهاد مستند به بندهای ۱۴ و ۲۰ ماده ۵۵ قانون شهرداری باز تعریف شد. در فاصله سال‌های ۱۳۵۷ تا پایان سال ۱۳۶۸ مجموع ایستگاه‌ها این نهاد در تهران به ۲۶ ایستگاه اطفاء حریق و ۷ ایستگاه امداد و نجات افزایش یافت. همچنین با گسترش فعالیت شهرداری تهران و لزوم گسترش فضاهای ایمن و تعمیق و تعمیم فرهنگ‌ایمنی، در سطح شهر تهران، برنامه‌هایی اصولی همچون آموزش شهروندان و ایجاد ساخت و سازهای مناسب و مقاوم در برابر زلزله و مطابق با استانداردهای جهانی در دستور کار قرار گرفته‌است. هرچند بر اساس گزارش‌های موجود تعداد ایستگاه‌های موجود نیازهای کلانشهر تهران را برطرف نمی‌کند؛ بر این اساس، گسترش شبکه ایستگاه‌ها و آموزش شهروندان از ضرورت‌های مدیریت شهری در این حوزه است. بر اساس گزارش‌هایی برای مقابله با حریق و حوادث غیرمترقبه از ۱۳۵۷ تا ۱۳۷۹ بالغ بر ۸۰۰ هزار نفر از شهروندان تهرانی آموزش دیدند. این فرایند طی دو دهه اخیر نیز ادامه داشته‌است. . بر اساس گزارش‌های موجود تا سال ۱۴۰۰ بالغ بر ۱۲۰ ایستگاه آتش‌نشانی با ماموریت‌های اطفاء حریق و امداد ونجات در تهران فعالیت دارد. همچنین تجهیز آتش‌نشانی به سیستم «GIS» از دیگر اقدام‌های صورت گرفته در این نهاد است. عملکرد سیستم «GIS» چنین است که به محض تماس حادثه دیده با تلفن ۱۲۵، نشانی محل تماس گیرنده، بر روی نقشه GIS مشخص و همزمان زنگ خطر نزدیک‌ترین ایستگاه آتش‌نشانی به محل حادثه، به صدا در می‌آید.
وظایف و ماموریت‌ها
وظایف و ماموریت‌های نهاد آتش‌نشانی بر اساس، استاندارهای جهانی، ساز و کارهای حقوقی و شرایط طبیعی و اجتماعی تدوین می‌شود. ناظر بر قانون شهرداری‌ها مصوب سال‌های بعد انقلاب اسلامی در ایران آتش‌نشانی‌ها به این موارد موظف شدند؛ «ارتباط، همکاری، هماهنگی و مشورت با مراکز علمی، نظامی، پزشکی و سایر سازمان‌ها و اشخاص مربوط.»، «تعیین صلاحیت فنی و امکانات شرکت‌های خصوصی و دولتی با عنوان‌های مختلف، اعم از طرح‌ایمنی یا شارژ کننده و فروشنده و سازنده ماشین‌ها، قطعات، ادوات و تجهیزات مختلف مربوط به امور ایمنی و نجات و آتش‌نشانی در سطح جامعه.» و «اشاعه و به‌کارگیری رشته‌های ورزشی بین کارکنان سازمان، مخصوصاً نیروهای عملیاتی، به منظور تقویت و آمادگی جسمانی و بالابردن روحیه افراد که لازمه‌این حرفه است.» از ایران به عنوان کشوری حادثه‌خیز یاد می‌شود؛ احتمال وقوع ۳۰ تا ۴۰ نوع حادثه طبیعی رصد شده‌است. بر این اساس توجه به بحث‌ایمنی و تهیه و تدوین ضوابط و مقررات‌ایمنی امری ضروری تشخیص داده شده‌است. شهرداری تهران نیز مستند به اسناد حقوقی و بررسی‌های صورت گرفته دربارهٔ ضریب آسیب‌پذیری تهران و نیز مستند به پرتکل‌های جهانی به انجام ماموریت‌های زیر موظف است.
- مقابله با هرگونه آتش‌سوزی
- نجات محبوس شدگان در زیر آوار ساختمان، خودروی تصادفی، آسانسور و…
- مقابله و پیشگیری از سقوط اجسام و درخت از ارتفاع و احتمال خطر برای شهروندان
- نجات سقوط کنندگان در چاه، کانال آب، رودخانه، سد، استخر و…
- مقابله با حیوانات وحشی و موذی
- نجات مصدومین حوادث چرخ گوشت، حلقه‌های فلزی، تسمه نقاله، دستگاه‌های برش و کارخانه‌ای
- کلیه موارد دیگری که در آن جان و مال شهروندان در معرض خطر می‌باشد.
- پیشگیری از وقوع آتش‌سوزی در کلیه تصرفات شهری
- مقابله با حوادث مواد شیمیایی خطرناک

علاوه بر این، آتش‌نشانی وظایف جنبی دیگری نیز دارد که تعیین صلاحیت و ایمنی برخی شرکت‌ها، افراد و ساختمان‌ها از آن جمله‌است.

### مدیریت پسماند
در این بخش مروری اجمالی بر تاریخچه و ماموریت‌های سازمان مدیریت پسماند خواهیم داشت. همان‌طور که از نام سازمان بر می‌آید؛ این نهاد مسئولیت جمع‌آوری زباله‌ها و بازیافت و امحاء آن را بر عهده دارد.
تاریخچه
از تأسیس نهاد مدیریت شهری با نام «احتسابیه» در دوره ناصرالدین‌شاه تا پایان سده چهاردهم خورشیدی مسئله «رعایت نظافت شهری» و «جمع‌آوری زباله» و «مدیریت و بازیافت پسماند» از ماموریت‌های شهرداری (بلدیه) تبیین شده‌است. به‌طور جدی مسئله بازیافت زباله از دهه چهل خورشیدی در مدیریت شهری تهران پیش کشیده شده‌است. در دهه ۱۳۴۰ برای پیشنهاد دفن بهداشتی و تولید کمپوست از زباله‌ها طرح شد. در راستای همین هدف اداره کل کود گیاهی زیرمجموعه شهرداری تهران در دهه ۱۳۵۰ تأسیس شد و این اداره تا سال ۱۳۶۸ فعال بود. نهاد «سازمان بازیافت و تبدیل مواد شهرداری» در همین سال عهده‌دار مسئولیت مدیریت پسماند شد. بر اساس گزارش‌های موجود مدیریت پسماند تا سال ۱۳۸۹ بر عهده «سازمان بازیافت» و «سازمان خدمات موتوری» بود. این دو سازمان سال ۱۳۸۹ در یکدیگر ادغام شدند.
وظایف و ماموریت‌ها

برخی از ماموریت‌ها و وظایف سازمان مدیریت پسماند به شرح زیر است.
- نظافت و رفت و روب، شستشوی معابر، سطوح، مبلمان و سایر المان‌های شهری
- پاکیزه‌سازی معابر و فضاهای عمومی شهر تهران با استفاده از ظرفیت‌های بخش خصوصی
- برنامه‌ریزی و نظارت بر کاهش تولید پسماند از سوی کلیه تولیدکنندگان پسماند
- با استفاده از ظرفیت‌های مشارکت‌های عمومی مردم و همکاری نهادهای مدنی و دولتی ذیربط برای کاهش تولید پسماند
- تفکیک پسماند در مبدأ تولید به منظور ایجاد ارزش افزوده برای پسماند
- بهبود کیفیت پسماند ورودی به طرح‌های تولیدی کمپوست و بازگرداندن مواد و انرژی به چرخه تولید و طبیعت
- جمع‌آوری مطلوب و بهداشتی پسماند از مبادی تولید، حمل سریع و ایمن آن به مراکز پردازش و دفع
- توسعه و بهبود فعالیت کارخانه‌های پردازش پسماند و تولید کمپوست
- جلب سرمایه و مشارکت بخش خصوصی و کاهش تصدی‌گری سازمان در فعالیت‌های خدماتی، تجاری، پژوهشی، تولیدی، فنی و مهندسی در زمینه تولید کمپوست و تبدیل مواد
- مدیریت تأمین، تجهیز و راهبری ناوگان ماشین‌های تخصصی اعم از ماشین‌های سنگین، نیمه‌سنگین و بروزرسانی آن

### بهشت زهرا
گورستان کنونی تهران که به نام «بهشت‌زهرا تهران» شناخته می‌شود؛ بیش از نیم قرن عمر دارد. در این بخش نگاهی به تاریخچه و ماموریت‌های این نهاد انداخته می‌شود.
تاریخچه
تعدد گورستان‌های تهران دهه چهل به چالشی در مدیریت وقت شهری تهران بدل شده بود؛ سال ۱۳۴۵ برای پایان دادن به چالش تعدد گورستان‌های پراکنده در شهر تهران اولین تلاش‌های احداث گورستانی به نام بهشت زهرا انجام گرفت. قطعه زمین در مسیر تهران – قم با مساحت ۳۱۴ هکتار به این امر اختصاص یافت. فعالیت‌های عمرانی و فضای سبز نیز آغاز شد. در نهایت بعد ۴ سال بهشت زهرا، سال ۱۳۴۹ آماده شد. محمدتقی خیال به عنوان نخستین متوفی در قطعه ۱ ردیف ۱ شماره ۱ به خاک سپرده شد. با رشد روزافزون جمعیت و توسعه بی‌رویه شهر تهران و به تبع آن افزایش روند مرگ و میر، ظرفیت این گورستان در بهمن ماه ۱۳۷۶ پر شد و مدیران وقت شهرداری تهران ۱۱۰ هکتار زمین‌های قسمت شمال و شمال شرقی را خریدند ضمیمه بهشت‌زهرا کردند. همچنین برای توسعه بهشت زهرا تهران بار دیگر سال ۱۳۸۷ اقدام شد و ۱۶۰ هکتار دیگر هم در قسمت شرقی بهشت زهرا ضمیمه این گورستان شد.
معرفی و ماموریت‌ها
- بهشت زهرا، تنها گورستان فعال شهر تهران، یکی از سازمان‌های خدماتی و تحت پوشش حوزه معاونت خدمات شهری شهرداری تهران است. این نهاد مبتنی بر اساسنامه مصوب، آیین‌نامه‌های مالی و اداری و نظارت هیئت مدیره‌ای مرکب از مدیران شهرداری تهران به‌صورت بازرگانی اداره می‌شود.[۳۲] ریاست هیئت مدیره بهشت زهرا بر عهده معاون خدمات شهری شهرداری تهران است. بر اساس گزارش‌هایی تا سال ۱۴۰۰ یک میلیون و چهار هزار متوفی در این گورستان دفن شده‌است. بهشت زهرا بودجه‌ای از شهرداری دریافت نمی‌کند و از طریق اراده خدماتی نظیر فروختن قبر، فروش گل و اجاره غرفه و نظایر این درآمدزایی می‌کند.[۳۲]
- بهشت زهرا تهران با اداره‌هایی نظیر «فضای سبز»، «تولیدات بتونی»، «اداره غرفه‌ها»، «حمل متوفی در تهران و انتقال به شهرستان»، «خدمات صندلی و چادر برای انجام مراسم، اکو و مداح» ماموریت‌هایش را دنبال می‌کند.
- از جمله ماموریت‌های این نهاد می‌توان اشاره کرد به «برنامه‌ریزی و تعیین خط مشی در امور مربوط به گورستان‌های شهر تهران»، «ایجاد و توسعه یا نظارت بر احداث و توسعه گورستان‌های مورد نیاز»، «بهره‌برداری یا نظارت بر طرز استفاده از گورستان‌های احداث شده و انتظام امور گورستان‌های واقع در شهر تهران»، «انجام ترتیبات لازم جهت حمل، تغسیل، تکفین، تدفین و انجام مراسم و تشریفات مذهبی»، برگزاری مراسم‌های رسمی از جمله روز ارتش جمهوری اسلامی و…

### میادین میوه و تره بار
سازمان میادین میوه و تره‌بار از نهادی مدیریت شهری بنیاد نهاد شده پس از ۱۳۵۷ است. بنا به روایتی تأسیس این نهاد زیر نظر شهرداری تهران از مصوبات شورای انقلاب در بهمن ماه ۱۳۵۸ است.
تاریخچه
هدف از تشکیل این سازمان تهیه و توزیع میوه و تره بار و فرآورده‌های کشاورزی مورد استفاده مردم و همچنین کوتاه کردن دست واسطه‌ها از طریق ایجاد ارتباط مستقیم بین تولیدکنندگان و مصرف‌کنندگان بود. اولین میدان پس از تشکیل این سازمان، میدان جلال آل‌احمد سال ۱۳۵۸ احداث شد و به بهره‌برداری رسید. میادین میوه و تره‌بار آزادی و صادقیه تا سال ۱۳۶۰ ایجاد شد. با وفقه‌ای هفت سال در اواخر دهه شصت میادین میوه و تره‌بار مجیدیه، پونک، تهرانسر تأسیس شدند. استقبال شهروندان از این میادین و بازارها ضرورت احداث میدان‌های بیشتر را در سطح شهر تهران بیش از پیش نمایان کرد تا آنجا که مقرر شد سازمان میادین میوه و تره بار و فرآورده‌های کشاورزی بر اساس یک لایحه قانونی دایر گردد. در آن لایحه، نحوه واگذاری اماکن و میادین و غرفه‌ها تعیین شد. در واقع توسعه کمی و کیفی بازارهای محلی در راستای سیاست‌های مبارزه با گران‌فروشی در برنامه‌های شهرداری تهران قرار گرفت. تا سال ۱۴۰۰ تعداد ۲۲ میدان و ۲۴۱ بازار و بازار محله‌ای مجموعاً ۲۶۳ واحد) فعال است.
ماموریت‌ها و وظایف
سازمان مدیریت میادین میوه و تره بار بر اساس سیاست‌ها و اولویت‌های راهبردی مانند «نظارت بر فعالیت میادین و بازارها»، «افزایش بازارهای روز و سیار متناسب با توسعه شهر»، «ایفای نقش اساسی در تنظیم بازار محصولات کشاورزی، دامی و پروتئینی» و … ماموریت‌هایش را طراحی می‌کند. مستند به سیاست‌های یاد شده، ماموریت‌های این سازمان بر محورهای توسعه «کمی و کیفی»، «نظارت» و «توسعه بهداشتی» متمرکز شده‌است.
مأموریت مبتنی توسعه کمی
- توسعه میادین و بازارها
- افزایش تعداد غرفه‌ها و اماکن
- تغییرات و بهینه‌سازی ساختار میادین و بازارها
- راه‌اندازی جایگاه‌های موقت عرضه محصولات
- عرضه ماهی زنده همراه احداث حوضچه‌های مخصوص

مأموریت مبتنی توسعه کیفی و نظارتی
- الزام به استفاده از ترازوهای دیجیتال برای نظارت بر عرضه قیمت و جمع‌آوری اطلاعات
- اعمال مدیریت بر نرخ‌گذاری
- بازرسی و کنترل به منظور اعمال کنترل‌های وسیع‌تر بر عملکرد بهره‌برداران

مأموریت مبتنی توسعه بهداشت
- به‌کارگیری مشاوران متخصص بهداشتی برای ارتقای کیفی سطح خدمات ارائه شده
- تکمیل و نگهداری فضای سبز در میادین و بازارها

همچنین از موارد زیر می‌توان به عنوان دیگر وظایف و ماموریت‌های این سازمان یاد کرد.
- احداث میدان مرکزی میوه و تره‌بار برای تأمین تسهیلات معاملات میوه و تره‌بار و تغذیه بازارهای روز
- ایجاد سردخانه‌ها و انبارهای مورد نیاز در مجاورت میدان
- ایجاد و توسعه بازارهای روز میوه و تره‌بار
- ایجاد بازارهای فروش موقتی و جایگاه‌های موقت
- ایجاد صنایع و تأسیسات جنبی میدان مرکزی مانند کارخانجات تولید جعبه و بسته‌بندی و …
- بازاریابی از واحدهای دولتی، بخش خصوصی و بانک‌ها
- همکاری با تعاونی‌های مربوط در امر تهیه و توزیع محصولات
- حفظ، نگهداری و تعمیر ساختمان‌ها، تأسیسات و تجهیزات میدان‌ها
- تعیین سیاست‌های کلی و تنظیم برنامه‌ها
- توجه به میزان عرضه محصولات و نرخ‌گذاری

### زیباسازی
گزارش‌هایی تصریح دارد؛ براساس مصوبه مورخ بیست و پنجم، اسفندماه ۱۳۵۴ سال انجمن شهر، شهرداری وقت تهران مکلف به تأسیس نهادی در حوزه ایمنی و ترافیک شهری شد. همین گزارش مدعی‌ست در بازنگری مرتبط با اساسنامه این نهاد در سال ۱۳۶۴ نهاد مرتبط به ایمین و ترافیک شهری ماهیتا تغییر مأموریت و رویکرد داده و به عنوان سازمان زیباسازی شهر تهران معرفی شده‌است. اما توضیح روشنی دربارهٔ این تطور و فرایند ارائه نشده‌است. این نهاد چند بار در شرح وظایف و جایگاه حقوقی و سازمانی آن بازنگری شده‌است از جمله در سال‌های ۱۳۸۹ و ۱۳۹۳ و در نهایت ۱۳۹۷. موضوع‌هایی نظیر هنرهای تجسمی، مجسمه و آثار حجمی، نقاشی دیواری، گرافیک، تبلیغات محیطی، مبلمان و تجهیزات شهری از جمله موضوع‌های حوزه توجه سازمان زیباسازی شهر تهران است.
وظایف و ماموریت‌ها
وظایفی متعددی می‌توان برای این نهاد برشمرد که در اینجا به برخی از آن‌ها پرداخته می‌شود.
- نظارت بر چیدمان در اماکن خصوصی که در معرض دید شهروندان است جهت حفظ زیبایی شهر
- ساماندهی و مدیریت موضوع تبلیغات و اعلانات در فضای عمومی شهر
- طراحی، اجرا، ساخت یا بازسازی و تعمیر معابر عمومی
- مدیریت بناهایی که به منظر شهر آسیب می‌رسانند
- ایجاد نمادهای تصویری و حجمی با هویت ایرانی در سطح شهر تهران به منظور زیبایی و هویت بخشی به آن
- مدیریت فضای عمومی تبلیغی شهر تهران در انجام فعالیت‌های انتخاباتی
- برنامه‌ریزی، احداث، بازسازی و نگهداری سرویس‌های بهداشتی در سطح شهر
- برنامه‌ریزی به منظور زیباسازی منظر شهر و حفظ کیفیت و ارتقاء آن
- ایجاد درآمدهای پایدار و مدیریت تابلوهای منصوب در شهر تهران
- مشارکت در حفظ و زیبایی فضای فرهنگی، بافت‌ها، آثار تاریخی، آرامگاه‌های مشاهیر و…

## شرکت‌ها
معاونت خدمات شهری و محیط زیست بر فعالیت چهار «شرکت ساماندهی صنایع و مشاغل»، «شرکت شهربان و حریم بان»، «شرکت خدمات کالای شهروندان»، «شرکت نمایشگاه‌های بین‌المللی شهر آفتاب» نظارت می‌کند.

### خدمات کالای شهروندان
فروشگاه‌های شهروند در کنار سازمان میادین میوه و تره‌بار در شمار اقدام‌های مدیریت شهری برای دسترسی شهروندان به مایحتاج روزانه است در این بخش به فروشگاه شهرونده پرداخته می‌شود.
معرفی
از مجموعه فروشگاه‌های زنجیرهای رفاه به عنوان اقدامی برای ایجاد و توسعه نظام‌های توزیع مدرن و متمرکز یاد شده‌است. برای چنین فروشگاه‌هایی فوایدی ذکر شده‌است از جمله می‌توان اشاره کرد به «کاهش هزینه‌های توزیع»، «ارائه کالا با قیمت مناسب»، «کاهش هزینه‌های تردد درون‌شهری»، «کاهش حجم ترافیک و آلودگی‌های محیط زیست» و… بر این اساس، اندیشه و ضرورت ایجاد فروشگاه‌های زنجیره‌ای شهروند میان تصمیم‌گیران و تصمیم‌سازان شهرداری تهران به عنوان متولی ارائه و اشاعه خدمات مطلوب شهری شکل گرفت. این نهاد در سال ۱۳۷۳ شرکت خدماتی کالای شهروند و به تبع آن اولین فروشگاه یعنی فروشگاه بیهقی در میدان آرژانتین تأسیس و راه‌اندازی شد. سال تأسیس شرکت خدماتی کالای شهروند به سال ۱۳۷۳ برمی‌گردد شهروند بیهقی واقع در میدان آرژانتین اولین فروشگاه شهروند است. موضوع فعالیت این شرکت ارائه و تأمین خدمات کالا و مایحتاج شهروندان است.
ماموریت‌ها
ماموریت‌های برای این نهاد و شرکت وابسته به شهرداری تهران تعریف شده‌است از جمله می‌توان اشاره کرد به «عرضه کالا و خدمات مورد نیاز شهروندان با قیمت مناسب و کیفیت بالا»، «ایجاد امکان دسترسی شهروندان به انواع کالا و خدمات مورد نیاز، در مکان و زمان مطلوب مشتریان»، «به‌کارگیری روش‌های پیشرفته فروشگاهی از جمله کارت‌های اعتباری، فروش‌الکترونیکی» و … همچنین از اقدام‌هایی نظیر «کمک به تثبیت قیمت کالاهای عمومی»، «کاهش سفرهای درون‌شهری»، «حذف واسطه‌های متعدد میان تولیدکننده و مصرف‌کننده کاهش هزینه مبادلات» به عنوان اهداف این شرکت عنوان شده‌است.

### ساماندهی صنایع و مشاغل
ساماندهی مشاغل از نهادهای متاخر شهرداری تهران است. بر اساس گزارش‌هایی چالش‌های ناشی از توسعه شهری، توسعه صنایع و مشاغل شهری در دهه شصت مدیریت شهری را به فکر تأسیس تشکیلاتی برای این مسئله انداخت.
تاریخچه
مستند به مصوبه هیئت وزیران در سال ۱۳۶۹، سی و یک رسته شغلی مکلف شدند شهر را ترک کنند به شهرک‌های صنعتی واقع در حریم شهر کوچ کنند. مدیریت انتقال این فرایند و نظارت بر عدم فعالیت رسته‌های شغلی در سطح شهر بر عهده مدیریت شهری گذاشته شده‌است. در آغاز کار این نهاد با عنوان «سازمان ساماندهی و انتقال صنایع مزاحم» معرفی و تبیین شد اما از سال ۱۳۷۲ تاکنون با نام «شرکت ساماندهی صنایع و مشاغل شهر» فعالیت‌هایش را دنبال می‌کند.
معرفی
شرکت ساماندهی صنایع و مشاغل برای اجرای ماموریت‌هایش از پنج معاونت «هماهنگی امور مناطق»، «پژوهش و برنامه‌ریزی»، «توسعه و اقتصاد»، «فنی عمران» و «مالی و اداری» تشکیل شده‌است همچنین «مشاور اجرایی»، «مدیریت بازرسی»، «ادارات ساماندهی مناطق»، «مراکز خرید و فروش خودرو»، «بازارهای موقت و روز بازارها»، «مراکز عرضه پرندگان زینتی»، «کیوسک‌های گل و مطبوعات» از دیگر واحدهای تابعه این شرکت برای انجام وظایف و ماموریت‌هایش است.
وظایف و ماموریت‌ها
با گسترش روزافزون فضای کالبدی و جمعیتی تهران، چالش‌های متعددی در حوزه صنایع و مشاغل رقم خورد از آن جمله می‌توان به فعالیت غیراصولی صنایع و مشاغل، مکان‌یابی و توسعه نامناسب آن‌ها ضرورت ساماندهی صنایع و مشاغل مبتنی بر تحقیق و پژوهش بیش از پیش کرد و این هاد در ادامه موظف شد نظارت بر ساخت مجتمع‌های صنفی و خدماتی را هم بر عهده بگیرد. همچنین از دیگر ماموریت‌هایی که پس از تأسیس بر عهده این شرکت گذاشته شد می‌توان اشاره کرد به مدیریت و نظارت بر عرضه کیوسک‌های گل و مطبوعات، جمع‌آوری دکه‌های قدیمی، کنترل حیوانات شهری، مدیریت مراکز خرید و فروش خودرو و…
اهداف و راهبردها
این شرکت نقشه راه فعالیت‌هایش را مبتنی بر اهداف و راهبردهای زیر طراحی کرده‌است.
اهداف و راهبردها
| سیاست‌های کلی                         | اهداف                                                                                  | راهبردها |
| سامان دهی صنایع و صنوف               | ۱. افزایش سازگاری صنایع و مشاغل با شهر ۲. افزایش اثرگذاری در اقتصاد شهری               | افزایش سطح آگاهی‌ها، بهبود فضای تعاملی با شرکت و توانمندسازی مشاغل به منظور هم پیوندی بیشتر با بافت شهری، توسعه زیرساخت‌ها و ابزارهای تشویقی و حمایتی برای ایجاد بنگاه‌های دانش بنیان (استارت آپ) و صنایع با تکنولوژی بالا و تشکیل قطب‌های نوآوری و فناوری، مشارکت با بخش خصوصی و مداخله فعال در ساماندهی و توسعه راسته‌ها و کانون‌های شغلی |
| کنترل جمعیت حیوانات شهری             | ۱. کنترل و تعادل بخشی جمعیت حیوانات شهری ۲. ارتقاء سطح بهداشت محیط و ایجاد آسایش روانی | کنترل جمعیت حیوانات با استفاده از روش‌های نوین، پایدار و سازگار یا محیط زیست هدف ارتقاء سطح بهداشت محیط و ایجاد آسایش روانی، راهبردها: افزایش سهم مشارکت شهروندان و سمن‌ها در پیشگیری از ازدیاد جمعیت حیوانات شهری (سگ و موش) |
| مدیریت مراکز خدماتی و پشتیبانی تابعه | ۱. افزایش کیفیت خدمات، بهره‌وری و کارایی اقتصادی و رضایت شهروندان                       | بهره‌گیری از رویکردها و روش‌های روزآمد دانش بنیان و پیاده‌سازی فرایندهای خدماتی مراکز تابعه در بستر تجارت الکترونیک |

### شهربان و حریم‌بان
برخورد با تخلفات ساخت و ساز در تهران هم از جمله موضوع‌هایی است که شهرداری و نهاد مدیریت شهری را به تأسیس نهادی مستقل در این‌باره واداشته است. شرکت شهربان و حریم‌بان نهاد متولی این مأموریت است.
معرفی
سابقه این نهاد با عنوان‌ها و ماموریت‌های متعدد به سال ۱۳۷۵ بازمی‌گردد؛ نهادی که با فعالیت‌های عمرانی و زیرساختی و مأموریت احداث پروژه بزرگراه بین شهر قم و مسجد جمکران متولد شد؛ با تغییراتی متعدد در نهایت سال ۱۳۸۷ فعالیتش به در راستای ساماندهی وضعیت فعالیت‌های کمیسیون‌های ماده صد قانون شهرداری‌ها محدود شد. یکی از مفاد کمسیون یاد شده الزام شهرداری به جلوگیری از تخلفات ساخت و ساز در شهر تهران است. مستند به این تکلیف شورای اسلامی شهر تهران به شهرداری مسئولیت برخورد با تخلفات ساخت و ساز بر عهده این نهاد گذاشته شده‌است. از شرکت شهربان و حریم‌بان شهرداری تهران به عنوان تنها شرکت متعلق به شهرداری تهران یاد شده‌است که اساسنامه آن در شورای اسلامی شهر تهران به تصویب رسیده‌است.
وظایف
از جمله وظایف این نهاد می‌توان به موار زیر اشاره کرد.
- شناسایی، پیشگیری و جلوگیری از ساخت و سازهای غیرمجاز.
- جلوگیری از تفکیک اراضی بدون مجوز.
- اخطار و جلوگیری از سد معبر ساختمانی.
- پیشگیری و جلوگیری از محوطه سازی و دیوارکشی و هرگونه عملیات ساخت و ساز خارج از ضوابط و مقررات شهرسازی.
- تخریب بناهای غیرمجاز.
- تخریب و رفع آثار تخلف از ساخت و سازهای غیرمجاز وفق آراء صادره از کمسیون ماده ۱۰۰.
- گشت زنی در سطح نواحی به ویژه مناطق تجاری و جلوگیری از ساختن سوله و محوطه انبار غیرمجاز.
- جلوگیری از حفاری غیرمجاز (حفر کانال، چاه، گودبرداری).
- مستندسازی و جمع‌آوری ادله لازم جهت تشکیل پرونده تخلفاتی ساخت و ساز غیرمجاز و اعلام به مراجع قانونی ذیربط.
- بازدید از املاک دارای مجوز که در حال ساخت می‌باشند.
- جلوگیری از فعالیت و ساخت و ساز املاک که دارای مجوز بوده لیکن تخلف ساختمانی دارند.

### نمایشگاه شهر آفتاب
معضل ترافیک سنگین ایجاد شده در معابر اطراف نمایشگاه‌های سطح شهر تهران مدیران شهری را به صرافت چاره‌جویی انداخت؛ این معضل عمده علاوه بر آن به هدف تجمیع خدمات نمایشگاهی در محیطی کاملاً تخصصی و روزآمد بود که ایده تأسیس مجموعه نمایشگاه‌های بین‌المللی شهر آفتاب، را رقم زد.
تاریخچه
بر اساس گزارش‌های موجود، سال ۱۳۸۴ شورای اسلامی تهران، شهرداری پایتخت را مأمور و مکلف به تهیه طرح احداث مجموعه نمایشگاه‌های بین‌المللی شهر آفتاب کرد. پس از مطالعات اولیه، زمین پروژه با مساحت ۱۳۸ هکتار در حاشیه بزرگراه خلیج فارس تدارک دیده شد تا دسترسی مناسبی به تاکسی، اتوبوس، ون و مترو داشته باشد. طراحی سازه‌های نمایشگاه یاد شده در فاصله سال‌های ۱۳۸۵ تا ۱۳۸۷ به انجام رسید. این نمایشگاه ظرفیت پذیرش ۴۰۰ هزار بازدیدکننده را دارد. بر اساس گزارش‌هایی فضای سبز نمایشگاه ۴۰ هکتار برآورد می‌شود. عملیات احداث نمایشگاه از سال ۱۳۹۰ آغاز شد، فاز نخست آن سال ۱۳۹۵ همزمان با افتتاح بیست و نهمین نمایشگاه کتاب تهران به بهره‌برداری رسید. هم‌اکنون خدمات بانکی، بانک شهر با وجود یک شعبه فعال، هشت دفتر اتوماتیک خدمات بانکی شهر نت، و چهل دستگاه خودپرداز و تعدادی دستگاه‌های خدمات غیر نقدی در این نمایشگاه دسترس است. همچنین پارکینگ‌های متعدد نمایشگاه به همراه پارکینگ‌های کمکی مجموعه آرامگاه سید روح‌الله خمینی در مجموع گنجایش ۱۱۰۰۰ خودرو شخصی، ۳۰۰ دستگاه ون و تاکسی و ۱۵۰ دستگاه اتوبوس را به صورت همزمان دارا هستند. از دیگر امکان‌های محقق شده در فاز نخست نمایشگاه می‌توان به موارد زیر اشاره کرد.
- فضای دائم مسقف نمایشگاهی شامل سه سالن جمعاً به مساحت ۲۵ هزار متر مربع
- فضای موقت نمایشگاهی (چادر) در حدود ۲۸ هزار متر مربع که در فازهای بعدی با سالن‌های دائمی جایگزین خواهد شد.
- سالن ملل با کاربری ورودی و مدیریتی نمایشگاهی و دفاتر تجاری با مساحتی حدود ۷۵ هزار متر
- فضای اداری با مساحت ۳۴ هزار متر مربع در طبقه دوم
- ساختمان‌های جنبی خدماتی (رستوران، کافی شاپ، فروشگاه و…) هر کدام ۲ هزار متر مربع

انتظار می‌رود با بهره‌برداری فازهای بعدی نمایشگاه امکان‌هایی به شرح زیر محقق شود.
- ۳۴ هزار متر مربع فضای اداری
- ۳۲ هزار متر مربع ساختمان همایش‌ها
- دو مجموعه تجارت بین‌الملل دارای دفاتر شرکت‌ها و فروشگاه‌ها و فضای اداری و پارکینگ هر کدام به مساحت ۷۵ هزار متر مربع
- دو هتل ۵ ستاره و یک هتل آپارتمان با مساحت مجموع ۱۶۰ هزار متر مربع
- فضاهای خدماتی و رفاهی به صورت ۸ ساختمان جنبی هر کدام به مساحت ۲ هزار متر مربع
- مسجد بزرگ مجموعه
- پارکینگ طبقاتی با ظرفیت ۷۵۰۰ خودرو